# Vlag van Santander

Vlag van Santander

De vlag van Santander toont aan de linkerzijde een rode verticale band met daarin zeven witte sterren; de rest van de vlag toont vijf horizontale banden in de kleurencombinatie groen-geel-zwart-geel-groen. De huidige vlag is in gebruik sinds 1 september 2006.

## Symboliek
De vijf banen aan de rechterkant verwijzen naar de vijf historische provincies van Santander. Het groen staat tevens voor loyaliteit en de hoop van de landbouwers, het geel voor de natuurlijke rijkdommen (met name goud, kolen en olie) en het zwart voor de olie die in het gebied gewonnen wordt. De rode band staat voor de dapperheid en heroïek van de inwoners van Santander.
De acht sterren staan voor de acht provincies van Santander: Carare Opon, Comuneros, Garcia Rovira, Guanentá, Mares, Metropolis, Soto en Vélez.

## Ontwerp
De hoogte-breedteverhouding van de vlag is 2:3. De witte sterren staan recht boven elkaar met de punt naar boven. Het veld wordt als groen beschouwd, doorsneden door een gele baan die een kwart van de vlag inneemt. Boven op de gele baan bevindt zich een zwarte baan, die een derde van de gele baan inneemt.

## Geschiedenis
Toen Colombia een federatie onder de naam Verenigde Staten van Colombia was (1863-1886), was Santander een van de deelstaten. De toenmalige naam was Estado Soberano de Santander ("Soevereine Staat Santander") en de toenmalige vlag was de Colombiaanse vlag met het wapen van Colombia in het midden, waaromheen een rood lint stond met de naam van de staat erop. In 1886 werd de autonomie van de Colombiaanse deelgebieden sterk ingeperkt; Santander werd een departement en de vlag werd afgeschaft.
In 1972 kreeg Santander pas weer een eigen vlag, sterk lijkend op de huidige. Het verschil was dat er aan de linkerkant vijf sterren stonden, die verwezen naar de vijf historische provincies. In 2001 werd het aantal sterren uitgebreid tot zes, als een verwijzing naar het aantal provincies.
De huidige vlag is zoals hierboven vermeld in gebruik sinds 1 september 2006. Het aantal sterren werd toen uitgebreid van zes naar acht, vanwege de creatie van de nieuwe provincies Metropolis en Carare Opon in 2005.
Eigenlijk waren er zeven sterren op de huidige vlag.

Vlag van Santander (1972-2004)
Vlag van Santander (2004-2007)
Vlag van Santander (2008-2019)
Vlag van Santander (2019-heden)